# Тарасона-и-эль-Монкайо
Тарасона-и-эль-Монкайо (исп. Tarazona y el Moncayo, араг. Tarazona y Moncayo) — район (комарка) в Испании, входит в провинцию Сарагоса в составе автономного сообщества Арагон.

## Муниципалитеты
1. Тарасона
2. Алькала-де-Монкайо
3. Аньон-де-Монкайо
4. Эль-Бусте
5. Лос-Файос
6. Грисель
7. Литаго
8. Литуэниго
9. Малон
10. Новальяс
11. Сан-Мартин-де-ла-Вирхен-де-Монкайо
12. Санта-Крус-де-Монкайо
13. Тарасона
14. Торрельяс
15. Трасмос
16. Вера-де-Монкайо
17. Вьерлас